# Harchoun
Harchoun (în arabă حرشون) este o comună din provincia Chlef, Algeria.
Populația comunei este de 17.873 de locuitori (2008).